# Plate-forme chimique
Pour les articles homonymes, voir Plate-forme.
 (janvier 2016).
Si vous disposez d'ouvrages ou d'articles de référence ou si vous connaissez des sites web de qualité traitant du thème abordé ici, merci de compléter l'article en donnant les références utiles à sa vérifiabilité et en les liant à la section « Notes et références ».
Une plateforme chimique ou plate-forme chimique est, le plus souvent, un ensemble d'entreprises industrielles du domaine de la chimie ainsi que des prestataires de services intégrés sur un même site ou à une même adresse.

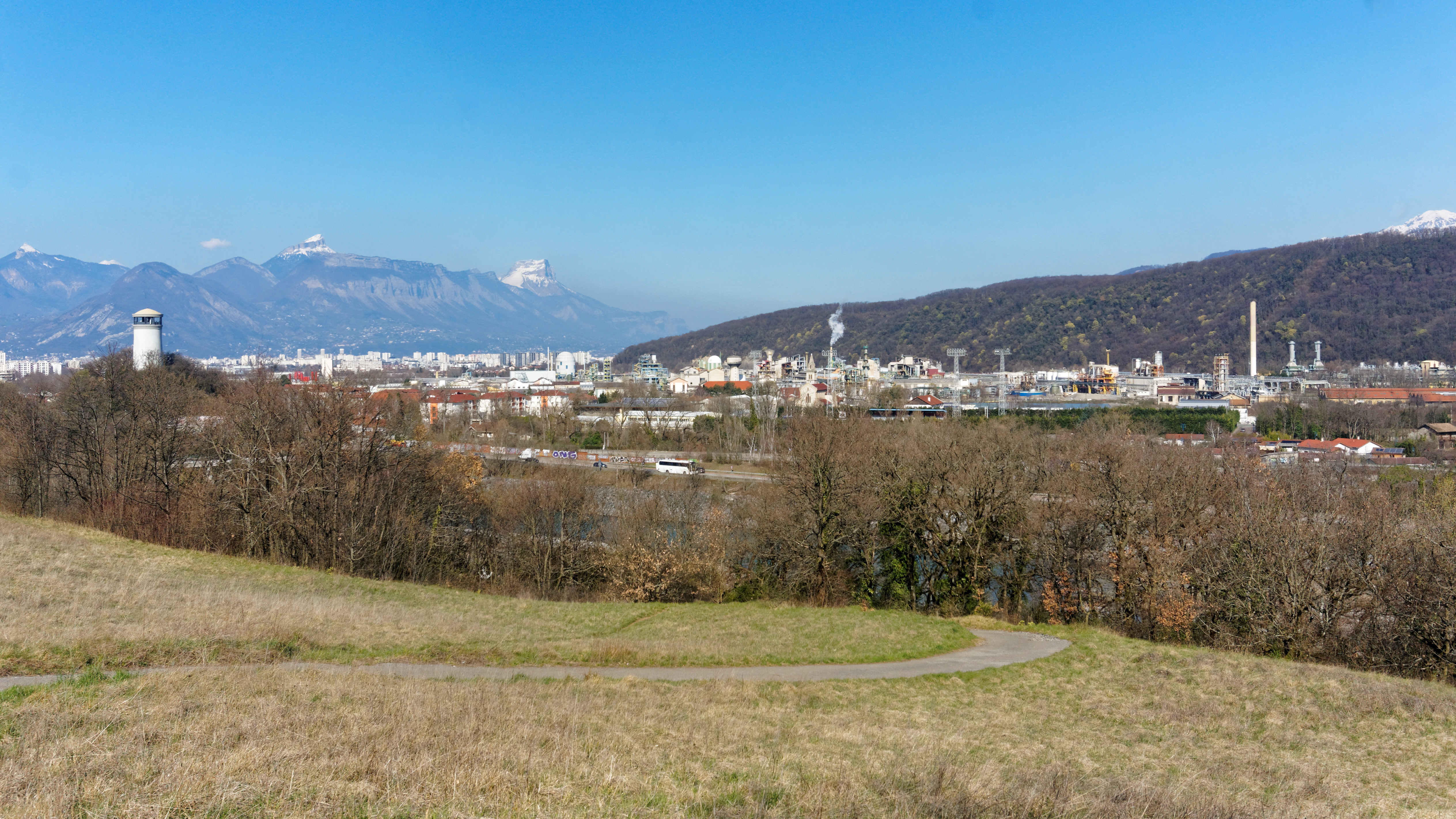
La plateforme chimique de Pont-de-Claix.

Souvent la plate-forme mutualise dans une seule société la gestion de la fourniture d'énergie (électricité, ...) et de fluides industriels (eau, azote, vapeur, etc.), le traitement des effluents et des déchets, la sécurité incendie, la sécurité intrusion et le secours à personne, mais également l'entretien des bâtiments, voiries et canalisations. Ceci réduit considérablement les coûts d’investissement et de fonctionnement.
Une plate-forme chimique regroupe très souvent plusieurs entreprises classées Seveso.
Elles peuvent être de tailles différentes : « modérées » (Sobegi à Lacq) ou « grandes » (BASF à Ludwigshafen).

## Plates-formes chimiques par pays

### Allemagne
- BASF, Ludwigshafen
- Bayer, Brunsbüttel
- Bayer, Leverkusen
- Bayer, Dormagen
- Bayer, Krefeld-Uerdingen
- Hoechst, Knapsack
- Borealis, Linz
- Evonik, Marl
- Evonik, Wolfgang
- Leuna
- Dow Cellulosics, Walsrode
- Sanofi, Höchst

### Belgique
- Anvers
- Tessenderlo

### Espagne
- Tarragone

### France
| Noms de la plate-forme         | Communes                                                | Départements        | Opérateurs de la plate-forme |
| ------------------------------ | ------------------------------------------------------- | ------------------- | --- |
| Les Roches-Roussillon          | Le Péage-de-Roussillon / Roussillon / Salaise-sur-Sanne | Isère               | Osiris GIE, Casper, Adisseo, Bluestar Silicones, Novacyl, Novapex, Rhodia, Suez, Hexcel |
| Grenoble                       | Le Pont-de-Claix / Jarrie                               | Isère               | Vencorex, Seqens, Suez, Air Liquide, Solvay, Extracthive |
| Lyon Sud (Vallée de la chimie) | Saint-Fons / Feyzin / Pierre-Bénite                     | Rhône               | |
| Chemparc                       | Lacq / Mourenx / Mont / Pardiès / Noguères              | Pyrénées-Atlantique | Sobegi |
| Fos-Lavera-Berre               | Fos-sur-mer                                             | Bouches-du-Rhône    | |
| Commentry                      | Commentry                                               | Allier              | |
| Synerzip Le Havre              | Le Havre / Gonfreville-l'Orcher / Sandouville           | Seine-Maritime      | |
| Incase Normandy                | Port-Jérôme-sur-Seine                                   | Seine-Maritime      | Air Liquide, Arlanxeo, Axiplast, Cabot Carbone, Casla / La Martiniquaise, Delisle, De Rijke Normandie, Dufour, Eco Huile / EPR, Egno Chimie, Exxon Mobil, Ficobel, Géodis, Grand Port maritime de Rouen, Katoen Natie, Morgan Thermal - Ceramics, Oreade, Oril industrie, Primagaz, Roll Manutention Service, Sonotri / Gca Logistics / Lavaouest, Tereos Lillebonne |